# Yakari, un viatge espectacular
Yakari, un viatge espectacular (títol original en francès: Yakari: La Grande Aventure) és una pel·lícula d'animació franco-belga-alemanya del 2020 dirigida per Xavier Giacometti amb el suport de Toby Genkel. Va ser distribuïda per BAC Films. La pel·lícula és una adaptació de Yakari, la sèrie de còmics belga, escrita originalment per Job i il·lustrada per Derib, tots dos de Suïssa. La pel·lícula no s'ha doblat al català però sí s'ha subtitulat.

## Argument
Yakari, un nen nadiu americà sioux, i el seu fidel corser, el Petit Tro, viuen a la gran praderia. Yakari té la capacitat de comunicar-se amb tots els animals, un regal que li va ser transmès pel seu tòtem, la Gran Àguila.

## Repartiment de veu
- Diana Amft
- Callum Malloney (estatunidenc/irlandès)
- Oscar Douieb
- Alan Stanford (irlandès)
- Martin Sheen (estatunidenc)
- Kathleen Renish
- Tara Flynn (estatunidenc/irlandès)
- Hans Sigl
- Joey D'Auria (estatunidenc)
- Tom Trouffier
- Paul Tylak (estatunidenc/irlandès)

## Recepció
La pel·lícula va ser una de les poques pel·lícules estrenades el 2020 que va ser un èxit de taquilla.